# Kazimierz Gajl

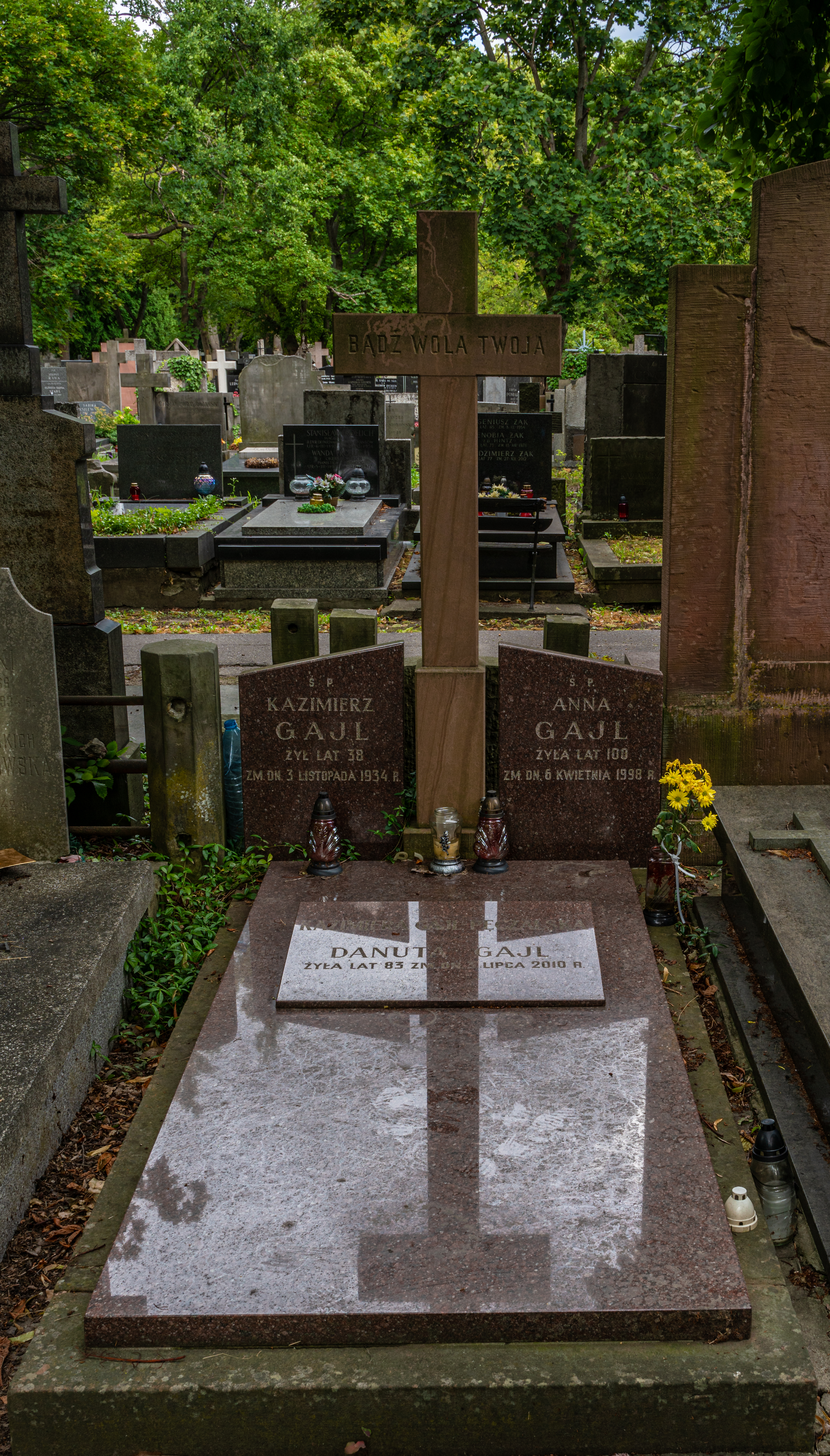
Grób Kazimierza Gajla na cmentarzu Powązkowskim

Kazimierz Emil Gajl (ur. 24 września 1896 w Paszyji na Uralu, zm. 3 listopada 1934 w Warszawie) – polski entomolog, hydrobiolog i hemipterolog.
Syn inżyniera górnictwa Stanisława Gajla i Kazimiery z Boguszewskich. W 1917 ukończył prowadzone przez gminę ewangelicką-reformowaną gimnazjum w Petersburgu i rozpoczął studia w Akademii Wojskowo-Lekarskiej. Po odzyskaniu przez Polskę niepodległości wyjechał do Warszawy, gdzie początkowo studiował w Wolnej Wszechnicy Polskiej, a następnie rozpoczął naukę w Sekcji Przyrodniczej Wydziału Filozoficznego Uniwersytetu Warszawskiego. Do grona jego wykładowców należeli m.in. dr Ryszard Błędowski, dr Jan Tur i prof. Konstanty Janicki. Równocześnie pracował pod kierunkiem dr. Władysława Polińskiego w Państwowym Muzeum Przyrodniczym oraz był od 1920 był asystentem w Katedrze Anatomii Porównawczej. Od 1 grudnia 1921 był asystentem w Zakładzie Zoologii Uniwersytetu Warszawskiego, w maju 1924 przedstawił przygotowaną pod kierunkiem prof. Konstantego Janickiego pracę "Über zwei faunistische Typen aus der Umgebung von Warschau auf Grund von Untersuchungen an Phyllopoden und Copepoden" i uzyskał stopień doktora filozofii w dziedzinie hydrobiologii. Od 1927 prowadził na Wydziale Matematyczno-Przyrodniczym wykłady zlecone oraz ćwiczenia terenowe z elementami entomologii. 
Spoczywa na cmentarzu Powązkowskim w Warszawie (kw. 119 rząd 2, miejsce 9).

## Wybrane publikacje
- "Über zwei faunistische Typen aus der Umgebung von Warschau auf Grund von Untersuchungen an Phyllopoden und Copepoden",
- "Masowy pojaw Aradus cinnamomeus PNZ. w młodnikach sosnowych",
- "Branchinecta paludosa aus der Tatra als eine neue Art betrachtet; ihre Morphologie",
- Őkologie und geographische Verbreitung;
- "Bielany pod Warszawą i konieczność ich ochrony"